# FinCEN
Financial Crimes Enforcement Network (FinCEN) — бюро Міністерства фінансів Сполучених Штатів, яке збирає та аналізує інформацію про фінансові операції з метою боротьби з відмиванням коштів у США та за кордон, фінансуванням тероризму та іншими фінансовими злочинами.

## Місія
Директор FinCEN описав свою місію в листопаді 2013 року як «захист фінансової системи від незаконного використання, боротьба з відмиванням грошей та сприяти національній безпеці». FinCEN виконує функції підрозділу фінансової розвідки (ПФР) США і є одним із 147 ПФР, що входять до групи підрозділів фінансової розвідки Егмонт. Самоописаний девіз FinCEN — «слідуй за грошима». На вебсайті зазначено: «Основним мотивом злочинців є фінансова вигода, і вони залишають фінансові сліди, намагаючись відмити доходи, отримані незаконним шляхом, або намагаючись витратити неправомірно отриманий прибуток». Мережа, що об'єднує людей та інформацію, координуючи обмін інформацією із правоохоронними органами, регуляторними органами та іншими партнерами у фінансовій галузі.

## Організація

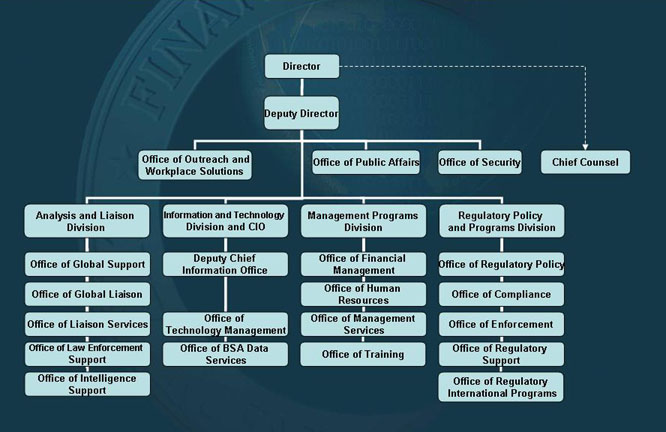
Схема організації FinCEN

Станом на листопад 2013 року в FinCEN працювало приблизно 340 осіб, переважно фахівців у сфері розвідки, що мають досвід у фінансовій галузі, незаконному фінансуванні, фінансовій розвідці, режимі регулювання ВГ / ФТ (відмивання грошей / фінансування тероризму), комп'ютерних технологіях та забезпеченні закону". Більшість співробітників — постійний персонал FinCEN, до якого входять близько 20 довготривалих тимчасових працівників із 13 різних регуляторних та правоохоронних органів. FinCEN обмінюється інформацією з десятками спецслужб, включаючи Бюро алкоголю, тютюну, вогнепальної зброї і вибухових речовин; управління з питань боротьби з наркотиками; Федеральне бюро розслідувань; секретну службу США; Службу внутрішніх доходів; митну служба; та Служби поштової інспекції США.

### Директори FinCEN
- Брайан М. Брю (1990 – 1993)
- Стенлі Е. Морріс (1994 – 1998)
- Джеймс Ф. Слоун (квітень 1999 — жовтень 2003)
- Вільям Дж. Фокс (грудень 2003 — лютий 2006)
- Роберт В. Вернер (березень 2006 — грудень 2006)
- Джеймс Х. Фрейс-молодший (березень 2007 — серпень 2012)
- Дженніфер Шаскі Келвері (вересень 2012 — травень 2016)
- Джамал Ель-Хінді (виконувач обов'язків, червень 2016 — листопад 2017)
- Кеннет Бланко (поточний, листопад 2017 — сьогодні)[6]

## Витік файлів
20 вересня 2020 року у Бюро фінансових злочинів відбувся витік файлів про підозрілі фінансові операції на суму 2 трлн доларів США, інформація з яких свідчить, що найбільші банки світу відмивають гроші, обслуговують олігархів, злочинців та терористів.

## У популярній культурі
У фільмі 2016 року «Аудитор» FinCEN проводило розслідування щодо головного героя.